# Jules Sedney
Jules Sedney (Paramaribo, 28 de septiembre de 1922-Paramaribo, 18 de junio de 2020) fue un político surinamés.

## Biografía
Estudió economía en la Universidad de Ámsterdam y fue miembro de la asociación Nuestro Surinam. En 1956 se graduó, y regresó a Surinam donde en 1957 se incorporó al recién creado Banco Central de Surinam (CBvS). 
Luego de las elecciones parlamentarias del 25 de junio de 1958, en las que se postuló en representación del NPS, fue designado ministro de finanzas en el gabinete de Emanuels. En 1963 Sedney fue designado presidente del Banco Nacional de Desarrollo (NOB), creado ese año. 
La insatisfacción dentro del NPS crece y Just Rens se escinde del mismo y funda en 1967 el Partido Nacional Progresista Creole (PNP), que en las elecciones de ese año consigue 3 bancas en el Parlamento. Sedney, Hans Prade, Frank Essed y otros, muchos de los cuales no eran ex-NPS, se unieron al PNP. 
En las elecciones del 24 de octubre de 1969 el bloque PNP (PNP, KTPI, PSV y PBP), consiguió ocho de las 39 bancas. El bloque VHP (VHP, Action Group y SRI) obtuvo 19 bancas, 11 bancas el NPS, y una banca el PNR. Aunque el gobierno del bloque VHP-PNP contaba con más bancas que el  bloque del PNP no pudieron evitar que el líder del VHP Jagernath Lachmon designara a  Sedney primer ministro de Surinam y Ministro de Asuntos Generales. Esta decisión aumenta la tensión entre las comunidades Hindú y Creole. Posteriormente Lachmon asumió como Presidente del Parlamento. 
Falleció el 18 de junio de 2020 a los 97 años.